# Charles Tulasne
Charles Tulasne (ur. 5 września 1816 w Langeais, zm. 28 sierpnia 1884 w Hyères) – francuski lekarz, mykolog i ilustrator. 
Urodził się w departamencie Indre-et-Loire we Francji. W 1840 r. otrzymał doktorat. Do 1854 r. pracował jako lekarz w Paryżu, a później wraz ze swoim starszym bratem Louisem René Tulasne zajmowali się mykologią. Zmarł w Hyères w departamencie Var.
Opisał nowe gatunki grzybów. W nazwach naukowych utworzonych przez niego taksonów dodawany jest skrót jego nazwiska C. Tul.